# Staurochilus luzonensis
Staurochilus luzonensis är en orkidéart som först beskrevs av Oakes Ames, och fick sitt nu gällande namn av Oakes Ames. Staurochilus luzonensis ingår i släktet Staurochilus och familjen orkidéer.
Artens utbredningsområde är Filippinerna. Inga underarter finns listade i Catalogue of Life.